# Pentedattilo (Berg)
Der Pentedattilo, auch Rupe di Pentedattilo, Roccia di Pentidattilo oder Le Cinque Dita (italienisch für „Die fünf Finger“), umgangssprachlich meist als Monte Calvario bezeichnet, ist eine 454 m s.l.m. hohe Erhebung im Aspromonte in der Metropolitanstadt Reggio Calabria in Kalabrien. Er ist Teil des 104 ha großen NATURA 2000 Naturschutzgebietes Pentidattilo.

## Geographie

### Lage und Beschreibung
Die charakteristische kleine Erhebung liegt am südlichen Rand des kalabrischen Apennin an den südlichen Ausläufern des Aspromonte, eingebettet von den meist trocken liegenden Wasserläufen der Fiumara von Montebello im Westen und dem Torrente San Vito im Osten. Der Felsberg ist vom etwa 4 km entfernten Ionischen Meer aus zu sehen. Zu Füßen des von Ost nach West verlaufenden Berges liegt an der Südwestseite der gleichnamige Ort Pentedattilo.
Der Felsberg setzt sich aus fünf Monolithen zusammen, die sich an einen zentralen Felsblock anlehnen. Er ähnelt einer riesigen Hand mit fünf Fingern, woraus sich der aus dem Griechischen stammende   Name pentedàktylos für „Fünf Finger“ ableitet. Durch Felsstürze in der jüngeren Vergangenheit sind nicht mehr alle Monolithen eindeutig erkennbar.

### Geologie
Der Fels des Pentedattilo setzt sich aus einem massiven, verkitteten Konglomerat zusammen, das mit Sandstein und Sandsteinkonglomerat assoziiert ist. Durch Erosion hat das dem Unteren Miozän zugeschriebene Gestein seine heutige Form angenommen. Der Fuß des Berges besteht dagegen aus schwarzem Phyllitschiefer und Glimmer aus dem Paläozoikum.

## Flora
Der Pentedattilo weist eine artenreiche Flora mit über 250 mediterranen Arten auf, die sich dem trockenen Habitat angepasst haben. Darunter einige zum Teil seltene Endemiten, die nur im südlichen Teil des Aspromonte heimisch sind. Der Pentedattilo ist zudem Typuslokalität für den Allium pentadactyli aus der Gattung Allium und die Centarea pentadactyli aus der Gattung Centarea.

## Alpinismus
Der erste dokumentierte Besteigung des Pentedattilo fand im 2. Jahrhundert n. Chr. durch den römischen Kaiser Antoninus Pius statt. Er stieg in Begleitung einiger Soldaten auf den Hauptgipfel und ließ später die Gipfelplattform befestigen. Die anderen Monolithen waren noch bis in die 2000er Jahre unbestiegen.

## Routen
Die Normalroute folgt der von Kaiser Antoninus Pius gewählten, meist schwierigen Route über die Nordwestflanke mit einer Stelle im Schwierigkeitsgrad UIAA II-. Eine weitere Route führt von der Westseite zum Gipfel des Hauptmonolithen (UIAA V-).